# Трансавстралийская железная дорога
|  |  |  |

|  |  |  |

|  |  |  |

|  |  |  |

|  |  |  |

|  |  |  |

|  |  |  |

|  |  |  |

|  |  |  |

|  |  |  |

|  |  |  |

|  |  |  |

|  |  |  |

|  |  |  |

|  |  |  |

|  |  |  |

|  |  |  |

|  |  |  |

|  |  |  |

|  |  |  |

|  |  |  |

|  |  |  |

|  |  |  |

|  |  |  |

|  |  |  |

|  |  |  |

|  |  |  |

|  |  |  |

|  |  |  |

|  |  |  |

|  |  |  |

|  |  |  |

|  |  |  |

|  |  |  |

|  |  |  |

|  |  |  |

|  |  |  |

|  |  |  |

|  |  |  |

|  |  |  |

|  |  |  |

|  |  |  |

|  |  |  |

|  |  |  |

|  |  |  |

|  |  |  |

|  |  |  |

|  |  |  |

|  |  |  |

|  |  |  |

|  |  |  |

|  |  |  |

|  |  |  |

|  |  |  |

|  |  |  |

|  |  |  |

|  |  |  |

|  |  |  |

|  |  |  |

|  |  |  |

Трансавстралийская железная дорога пересекает равнину Налларбор и тянется от Порт-Огасты в Южной Австралии до Калгурли в Западной Австралии. Она включает 478 км абсолютно прямых путей — самых длинных путей без изгибов в мире.
Линия является важной грузовой артерией между Западной Австралией и восточными штатами. В настоящее время на линии действуют два оператора — India Pacific на всём протяжении линии, а также The Ghan на отрезке между Порт-Огастой и Таркулой.
Ранее пассажирские перевозки по маршруту были известны как Великий западный экспресс.

## История

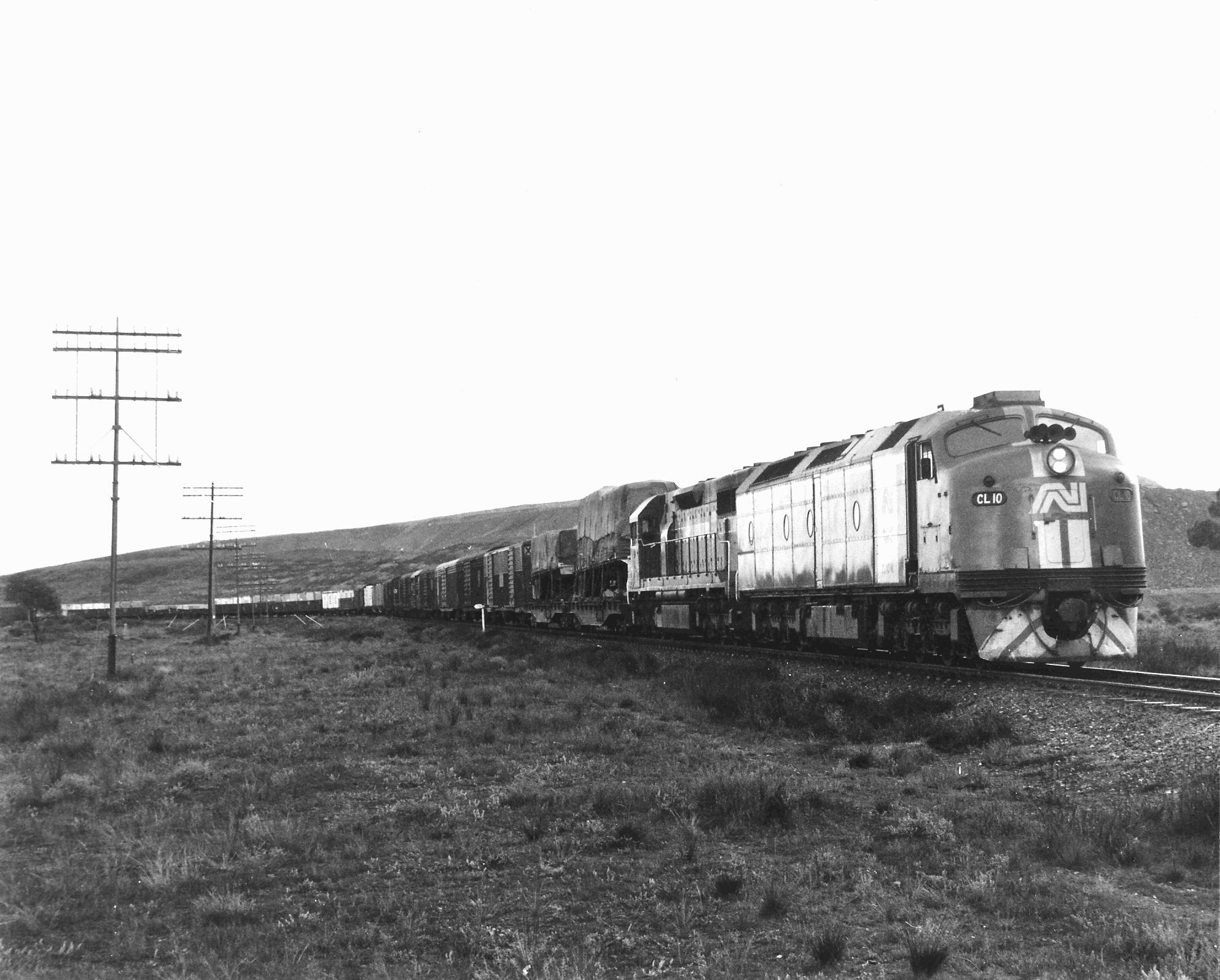
Грузовой поезд близ Калгурли в 1987 году

В 1901 году шесть австралийских колоний объединились в Австралийский Союз. В то время Перт — столица Западной Австралии — был отрезан от остальных австралийских штатов тысячами миль пустынь и единственное сообщение осуществлялось по морю. Этот способ предполагал времязатратное, неудобное, а зачастую и некомфортное путешествие через Большой Австралийский залив, известный своим бурным морским течением. Одним из условий вхождения западных австралийцев в союз было обещание проложить за счет общего федерального бюджета железнодорожную ветку для связи с остальной частью континента.
В 1907 году закон был одобрен, что позволило начать обсуждение маршрута. Отбор предложений был завершен в 1909 году — выбор пал на маршрут длиной 1711 км от Порт-Огасты, через Таркоолу, к золотодобывающему центру в Калгурли в Западной Австралии. Линия сразу планировалась с европейской колеёй (1435 мм), несмотря на то, что государственная система железных дорог использовала узкоколейные линии на обоих оконечностях предполагаемого маршрута.
Закон, разрешающий строительство, был принят в декабре 1911 года правительством Эндрю Фишера — строительные работы начались в сентябре 1912 года в Порт-Огасте.
Прокладка путей осуществлялась в восточном направлении от Калгурли и в западном от Порт-Огасты в годы Первой мировой войны. К 1915 году между двумя отрезками путей оставалось примерно 966 км; стройматериалы доставлялись ежедневно. Укладка путей шла без затруднений — маршрут пролегал по сухим пустынным регионам. Оба отрезка встретились в пункте Оолдеа и были соединены 17 октября 1917 года.
Для управления линией были образованы Commonwealth Railways.
Полностью междугородний маршрут не переводился на европейскую колею вплоть до 1970 года.
17 октября 2017 года в Оолдеа прошло празднование столетия со дня окончания строительства линии.